# Tadrart Acacus
Tadrart Acacus (arabisk: تدرارت أكاكوس) er et ørkenområde i Saharaørkenen i den vestlige del af Libyen. Det ligger nær byen Ghat og den algeriske grænse. Ordet tadrart betyder bjerg på den lokale tuaregdialekt Tamahaq.
Området er kendt for et bemærkelsesværdig rigt område med klippemalerier, og har været verdensarvsområde siden 1985.
Acacusområdet omfatter mange forskellige landskabstyper: sandklitter i flere farver, stenbuer, kløfter, bjerge og klipper. Kendte landemærker er blandt andet stenburene ved Afzejare og Tin Khlega. Selv om området er blandt de mest næringsfattige i Sahara findes der vegetation her.
Områdets bjergkunst er skabt over en periode fra 12.000 f.Kr. til 100 e.Kr., og omfatter flere tusind malerier og flere hundrede indhuggede billeder. Billederne afspejler ændringer i naturforholdene og kulturelle udtryk hos befolkningen i området. Billederne viser blandt andet giraffer, elefanter, strudse og dromedarer, foruden mennesker og heste. Menneskene er afbilledet i forskellige hverdagssituationer, men også mens de danser og laver musik.
Området ligger nær bjergkunstområdet Tassili n'Ajjer i Algeriet, som også er et verdensarvområde. Tassili n'Ajjer blev verdensarvområde i 1982, og det blev den gang påpeget at bjergkunstområdet fortsatte ind i Libyen.
- Wikimedia Commons har flere filer relateret til Tadrart Acacus